# Michael Rabin (informaticus)

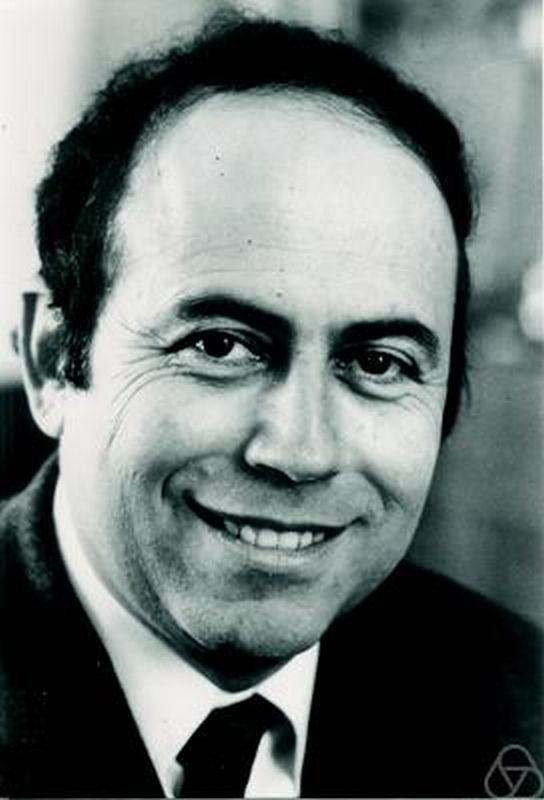
Michael Rabin

Michael Oser Rabin (Breslau (Duitsland), 1 september 1931) is een Israëlisch informaticus en ontvanger van de Turing Award.
Rabin studeerde af aan de Hebreeuwse Universiteit van Jeruzalem in 1953. Hij behaalde zijn doctorstitel aan de Universiteit van Princeton in 1956.
In 1976 ontving hij samen met Dana Scott de Turing Award:

Voor hun gezamenlijke artikel "Finite Automata and Their Decision Problem," welke het idee van non-deterministische machines introduceert, wat zich heeft bewezen als een enorm waardevol concept. Hun klassieke artikel (Scott & Rabin) vormt een continue bron van inspiratie voor hieropvolgend werk in dit gebied.

Non-deterministische machines zijn een erg belangrijk concept geworden binnen de complexiteitstheorie. Met name met betrekking tot het beschrijven van complexiteitsklassen P en NP.
In 1975 vond Rabin een algoritme voor willekeurige verdeling (Miller-Rabin primality test) uit waarmee men heel snel, weliswaar met een minimale foutmarge, kan bepalen of een bepaald getal een priemgetal is. Deze techniek wordt veelvuldig toegepast binnen de cryptografie. Hij is tevens uitvinder van het Rabin-cryptosysteem.
In 1987 ontwikkelde Rabin, samen met Richard Karp, een van de bekendste efficiënte stringzoekalgoritmen, het stringzoekalgoritme van Rabin-Karp.
Het recente onderzoek van Rabin concentreert zich op computerbeveiliging.
Rabin was van 1983 tot en met 2012 Professor of Computer Science aan de Harvard-universiteit. In 2013 werd hij hier Research Professor of Computer Science.
1966: Alan J. Perlis ·
1967: Maurice V. Wilkes ·
1968: Richard Hamming ·
1969: Marvin Minsky ·
1970: J.H. Wilkinson ·
1971: John McCarthy ·
1972: Edsger Dijkstra ·
1973: Charles W. Bachman ·
1974: Donald E. Knuth ·
1975: Allen Newell, Herbert Simon ·
1976: Michael Rabin, Dana S. Scott ·
1977: John Backus ·
1978: Robert W. Floyd ·
1979: Kenneth E. Iverson ·
1980: Tony Hoare ·
1981: Edgar F. (Ted) Codd ·
1982: Stephen A. Cook ·
1983: Ken Thompson, Dennis M. Ritchie ·
1984: Niklaus Wirth ·
1985: Richard M. Karp ·
1986: John Hopcroft, Robert Tarjan ·
1987: John Cocke ·
1988: Ivan Sutherland ·
1989: William Kahan ·
1990: Fernando J. Corbató ·
1991: Robin Milner ·
1992: Butler Lampson ·
1993: Juris Hartmanis, Richard E. Stearns ·
1994: Edward Feigenbaum, Raj Reddy ·
1995: Manuel Blum ·
1996: Amir Pnueli ·
1997: Douglas Engelbart ·
1998: Jim Gray ·
1999: Frederick P. Brooks, Jr. ·
2000: Andrew Chi-Chih Yao ·
2001: Ole-Johan Dahl, Kristen Nygaard ·
2002: Ron Rivest, Adi Shamir, Leonard M. Adleman ·
2003: Alan Kay ·
2004: Vinton G. Cerf, Robert E. Kahn ·
2005: Peter Naur ·
2006: Frances E. Allen ·
2007: Edmund M. Clarke, E. Allen Emerson, Joseph Sifakis ·
2008: Barbara Liskov ·
2009: Charles Thacker ·
2010: Leslie Valiant ·
2011: Judea Pearl ·
2012: Shafi Goldwasser, Silvio Micali ·
2013: Leslie Lamport ·
2014: Michael Stonebraker ·
2015: Martin Hellman, Whitfield Diffie ·
2016: Tim Berners-Lee ·
2017: John L. Hennessy, David Patterson ·
2018: Yoshua Bengio, Geoffrey Hinton, Yann LeCun ·
2019: Patrick M. Hanrahan, Edwin E. Catmull ·
2020: Alfred Aho, Jeffrey Ullman ·
2021: Jack Dongarra ·
2022: Robert Metcalfe ·
2023: Avi Wigderson